# Việt Nam Quốc Dân Đảng
Le Parti nationaliste vietnamien (vietnamien : Việt-nam Quốc-dân Đảng ou Việt-Quốc Đảng) est un parti politique socialiste révolutionnaire vietnamien qui, notamment, chercha à gagner l'indépendance vis-à-vis de l'autorité coloniale française au début du XXe siècle.
Ses origines remontent au milieu des années 1920, quand un groupe de jeunes intellectuels d'Hanoï commence à publier des documents de nature révolutionnaire. En 1927, après la faillite de la maison d'édition, due au harcèlement et à la censure françaises, le VNQDĐ se constitue sous la direction de Nguyễn Thái Học. Prenant pour modèle le Kuomintang de la république de Chine, le VNQDĐ trouve des partisans dans le Nord, en particulier des enseignants et des intellectuels. Le parti, qui a moins de succès auprès des paysans et des ouvriers, est organisé en petites cellules clandestines.
À partir de 1928, le VNQDĐ attire l'attention en assassinant des officiels français et des Annamites favorables à la France. Un tournant a lieu en février 1929, avec l'assassinat de Alfred François Bazin, un recruteur français largement méprisé par la population annamite. Bien que l'affiliation au parti des auteurs de ce meurtre ne soit pas clairement établie, les autorités françaises en tiennent le VNQDĐ pour responsable. Sur les 1 500 membres environ que compte alors le parti, entre 300 et 400 sont placés en détention au cours de la répression qui suit. Bon nombre des dirigeants sont arrêtés, mais Nguyễn Thái Học parvient à prendre la fuite.
À la fin de 1929, le parti est affaibli par une scission. Sous la pression croissante des Français, la direction du VNQDĐ change son fusil d'épaule et substitue à une stratégie d'attaques clandestines isolées contre des individus un plan visant à expulser les Français d'un seul coup, au moyen d'un soulèvement populaire à large échelle. Après avoir amassé des armes artisanales, le VNQDĐ lance, le 10 février 1930, une insurrection à Yên Bái avec pour objectif de déclencher une révolte généralisée. Les forces du VNQDĐ s'associent avec des troupes annamites dissidentes, qui se mutinent contre l'armée coloniale française. La mutinerie est promptement écrasée et les sanctions sont sévères de la part des Français. Nguyễn Thái Học et d'autres figures de proue sont capturés et guillotinés à Yên Bái le 17 juin 1930. Jamais plus le VNQDĐ ne recouvrera sa force politique dans la région.
Certaines factions restantes cherchent des moyens de lutte pacifiques, tandis que d'autres groupes traversent la frontière et se réfugient dans les bases du Kuomintang établies dans la province chinoise du Yunnan, où ils reçoivent des armes et un entraînement. Au cours des années 1930, le parti est éclipsé par le Parti communiste indochinois (PCI) de Hô Chi Minh. Durant la Seconde Guerre mondiale, l'Indochine est occupée par le Japon et, dans le chaos qui suit la capitulation japonaise en 1945, le VNQDĐ et le PCI s'allient brièvement dans le combat pour l'indépendance vietnamienne. Cependant, à la suite de nombreuses dissensions politiques, Hô Chi Minh laisse le champ libre à Vo Nguyen Giap pour purger le VNQDĐ. Le Việt Minh, dominé par les communistes, désormais sans rival, devient alors la principale organisation militante anticoloniale. Dans le cadre de l'accord d'après-guerre qui met un terme à la Guerre d'Indochine, le Viêt Nam est partagé en deux zones. Les derniers membres du VNQDĐ trouvent refuge dans le Sud anti-communiste, où ils demeurent jusqu'à la chute de Saïgon en 1975 et la réunification du Viêt Nam en 1976 sous régime communiste. De nos jours, interdit au Viêt Nam, le parti ne survit plus que parmi les Vietnamiens d'outre-mer.

## Origines
L'implication de la France sur le territoire du Viêt Nam commence à la fin du XVIIIe siècle, quand l'évêque Pigneau de Behaine, en recrutant des volontaires français, aida Nguyễn Phúc Ánh à fonder la dynastie Nguyễn. En échange, Nguyễn Ánh, empereur sous le nom de Gia Long, autorisait les missionnaires catholiques à exercer leurs activités au Viêt Nam. Les relations devinrent toutefois tendues sous le règne de Minh Mạng, successeur de Gia Long, au moment où les missionnaires, désireux de voir un catholique occuper le trône, cherchèrent à susciter des révoltes. Cela donna lieu à la promulgation d'édits dirigés contre les chrétiens et, en 1858, une invasion du Viêt Nam fut mise sur pied par les Français, visant en apparence à protéger le catholicisme, mais dont les buts, en réalité, étaient coloniaux. Les Français gagnèrent progressivement du terrain et, en 1883, la colonisation du Viêt Nam était achevée. Régulièrement, l'autorité coloniale devait faire face à des révoltes armées, notamment à travers le mouvement Cần Vương de la fin des années 1880. Au début du XXe siècle, l'administration française allait en particulier être perturbée par les révoltes du Sud, en 1916, et l'insurrection de Thái Nguyên.
À la fin de 1925, un petit groupe de jeunes intellectuels d'Hanoï, conduits par un enseignant du nom de Phạm Tuấn Tài et de son frère Phạm Tuấn Lâm, fondent la Nam Đồng Thư xã (Maison d'édition de l'Asie du Sud-Est). Leur but est de promouvoir la révolution violente comme moyen d'obtenir l'indépendance de l'Annam vis-à-vis de la colonisation française. En même temps qu'ils publient des livres et des brochures au sujet de Sun Yat-sen et de la Révolution chinoise de 1911, ils ouvrent une école gratuite, dans laquelle le « quốc ngữ » (la forme d'écriture romanisée de la langue vietnamienne) est enseigné aux classes laborieuses. Bientôt, le groupe trouve un soutien auprès d'autres jeunes gens du Nord aux idées progressistes, notamment des étudiants et des enseignants, menés par Nguyễn Thái Học. Học était un ancien élève de l'École de commerce de Hanoï. À cause de résultats médiocres, il s'était vu retirer une bourse d'études,.
Le harcèlement et la censure imposés par les autorités coloniales françaises conduisent la Nam Đồng Thư xã à la faillite. Dès l'automne de l'année 1927, les priorités du groupe s'orientent vers une action politique plus directe, visant à faire appel à des éléments plus radicaux dans le Nord. Le mouvement atteint alors les quelque deux cents membres, répartis en dix-huit cellules, disséminées dans quatorze provinces des protectorats du Tonkin, au nord, et de l'Annam proprement dit, au centre.

## Formation
Le Việt Nam Quốc Dân Đảng (VNQDĐ) est créé le 25 décembre 1927 lors d'une réunion à Hanoï, et Nguyễn Thái Học est son premier dirigeant. Établi trois ans avant le Parti communiste indochinois, c'est le premier parti à la fois nationaliste et révolutionnaire à naître et à se développer sur le sol annamite. Le parti prône une forme de socialisme. Dès ses débuts cependant, ses autres objectifs fondamentaux sont au centre de débats importants. Nombreux sont ceux qui souhaitent qu'il promeuve la révolution universelle plutôt qu'il ne se limite à une campagne pour une république vietnamienne indépendante. Cependant, des craintes existent que cela ne conduise à des accusations de communisme, susceptibles d'échauder et de tenir à l'écart des partisans annamites potentiels, aspirant à l'indépendance avant tout. Appel à la modération, le statut final est un compromis ; il dit :

« Le but et la ligne générale du parti est de faire une révolution nationale, d'utiliser la force militaire pour renverser le système colonial féodal, de mettre en place une république démocratique du Viêt Nam. Dans le même temps, nous aiderons toutes les nationalités opprimées dans leur travail de lutte pour obtenir l'indépendance, en particulier les pays voisins tels le Laos et le Cambodge. »

Bien que le VNQDĐ soit calqué sur le Parti nationaliste chinois de Sun Yat-sen (le Kuomintang ou KMT, plus tard dirigé par Tchang Kaï-chek), au point de reprendre à son compte le nom de « Parti nationaliste », il n'a aucune relation directe avec son homologue chinois et, en fait, jusqu'en 1930 et la Mutinerie de Yên Bái, il ne suscite que peu d'intérêt à l'extérieur des frontières de l'Annam. Comme le KMT, il s'agit d'une organisation clandestine cimentée par une stricte discipline. Son unité de base est la cellule, au-dessus de laquelle il existe plusieurs niveaux d'administration, comprenant des comités provinciaux, régionaux et centraux. Comme c'est le cas aussi pour le KMT, la stratégie révolutionnaire du VNQDĐ envisage un coup d'État militaire, suivi par une période d'éducation politique de la population, avant qu'un gouvernement constitutionnel ne puisse prendre le contrôle.
La plupart de ses membres sont des enseignants, des employés du gouvernement colonial français ou des sous-officiers de l'armée coloniale. Ce sont principalement ces catégories sociales que le VNQDĐ vise dans ses campagnes ; dans ses rangs, on trouve peu d'ouvriers ou de paysans. La popularité du parti est basée sur une lame de fond de sentiment anti-Français au Tonkin dans les années 1920 ; beaucoup d'auteurs reprochent alors à la société de glorifier les actions militaires contre la Chine, le Champā, le Siam et le Cambodge, rivaux historiques du Viêt Nam, et de négliger de s'opposer au colonialisme français. Le VNQDĐ admet de nombreuses femmes parmi ses membres, ce qui est assez révolutionnaire pour l'époque. Le parti se met en quête d'alliances avec d'autres factions nationalistes en Annam. Le 4 juillet 1928, le Comité central lance un appel à l'unité parmi les mouvements révolutionnaires du pays, et envoie des délégués à la rencontre d'autres organisations engagés dans la lutte pour l'indépendance. Les contacts préliminaires n'aboutissent à aucune alliance concrète. Le VNQDĐ reproche aussi aux communistes vietnamiens de Hô Chi Minh d'avoir trahi auprès des Français le dirigeant nationaliste de l'époque, Phan Bội Châu, contre rétribution financière. Hô Chi Minh avait fait cela pour éliminer d'autres rivaux nationalistes. Plus tard, le VNQDĐ fera lui-même les frais d'une autre manœuvre de Hô Chi Minh.

## Activités initiales
Le VNQDĐ voit ses difficultés aggravées par des problèmes financiers. L'argent était nécessaire pour créer une entreprise commerciale, une couverture, permettant aux révolutionnaires de se rencontrer et de comploter, et de collecter des fonds. À cette fin, un hôtel-restaurant est ouvert en septembre 1928 : l'« Hôtel Viêt Nam ». Les autorités coloniales françaises, qui ne sont pas dupes quant au but réel de l'entreprise, se contentent dans un premier temps de le placer sous surveillance. La première réorganisation importante du VNQDĐ a lieu en décembre, lorsque Nguyễn Khắc Nhu remplace Học à la présidence. Trois prototypes d'organes gouvernementaux sont créés, représentant les branches législative, exécutive et judiciaire. Selon une estimation des services secrets français, au début de 1929, le parti compte 1 500 membres environ, répartis en 120 cellules établies pour la plupart dans la région du delta du Fleuve rouge. D'après les services de renseignement, la plupart des membres sont des étudiants, des petits commerçants, et des bureaucrates servant au bas de l'échelle dans l'administration française. D'après le dossier du renseignement toujours, on trouve aussi des propriétaires et des paysans aisés parmi les membres, mais peu appartiennent à l'aristocratie lettrée des mandarins. Selon l'historien Cecil B. Currey, « Le VNQDĐ, du fait qu'il tirait ses origines des classes les plus modestes, était à bien des égards plus proche des pauvres laborieux que les communistes, dont beaucoup étaient issus de familles établies, appartenant aux classes moyennes. »,
Au début de l'année 1928, à la suite de l'une de ses actions, le VNQDĐ trouve un soutien important auprès des Annamites, et le parti suscite de ce fait une attention accrue de la part de l'administration coloniale française. Au cours de l'action, un escadron de la mort du VNQDĐ avait assassiné plusieurs responsables français et collaborateurs annamites réputés cruels envers la population indigène.

## L'assassinat de Bazin
Le 9 février 1929, le jour du Têt, l'assassinat de Alfred François Bazin, un recruteur français basé à Hanoï, constitue un tournant, et marque le début du déclin du VNQDĐ. Diplômé de l'École coloniale de Paris, Bazin dirigeait le recrutement de travailleurs annamites pour l'exploitation des plantations coloniales. Souvent, les techniques de recrutement incluaient le passage à tabac et la coercition, étant donné que les contremaîtres recevaient une commission pour chaque travailleur engagé. Sur les plantations, les conditions de vie étaient mauvaises et les salaires peu élevés, ce qui avait fini par susciter l'indignation générale. En conséquence, la haine des Annamites pour Bazin avait conduit à des idées d'assassinat. Un groupe de travailleurs approcha le VNQDĐ avec une proposition visant à tuer le recruteur. Học avait le sentiment que les assassinats étaient vains, car ils ne pouvaient qu'entraîner des mesures de répression de la part de la Sûreté française, et le parti s'en trouverait affaibli. Selon lui, il était préférable de consolider le parti jusqu'à ce que le moment fût venu de renverser les Français, et Bazin ne représentait qu'une brindille sur l'arbre de l'appareil colonial.
Devant le refus du VNQDĐ, l'un des partisans de l'assassinat – dont on ne sait avec certitude s'il était ou non membre du parti –  échafaude son propre complot. Le 9 février 1929, avec l'aide d'un complice, il tire sur Bazin, au moment où celui-ci quitte la maison de sa maîtresse. Le recruteur est tué. Les Français attribuent l'attaque au VNQDĐ et réagissent en appréhendant tous les membres du parti qu'ils peuvent dénicher : entre trois et quatre cents hommes sont alors arrêtés, parmi lesquels 36 employés du gouvernement, 13 fonctionnaires du gouvernement français, 36 enseignants, 39 commerçants, 37 propriétaires fonciers et 40 membres du personnel militaire. À l'issue des procès qui s'ensuivent, 78 hommes sont reconnus coupables et condamnés à des peines allant de cinq à vingt ans de prison. Ces arrestations minent de façon sérieuse la direction du VNQDĐ : la plupart des membres du Comité central sont capturés ; Học et Nhu, cependant, avec quelques rares autres, parviennent à s'échapper lors d'un raid mené contre leur repaire de l'Hôtel Viêt Nam.

## Scission interne et changement de stratégie
En 1929, une scission se produit au sein du VNQDĐ, quand une faction dirigée par Nguyễn Thế Nghiệp commence à désobéir aux ordres du parti et se voit, pour cette raison, exclue du Comité central. Certaines sources affirment que Nghiệp aurait alors constitué un parti dissident et qu'il serait secrètement entré en contact avec les autorités françaises.
Troublé par ceux qui trahissent aux Français des collègues de parti et par les problèmes causés par ce comportement, Học convoque au milieu de l'année 1929 une réunion visant à durcir les règles, au village de Lạc Đạo, le long de la ligne de chemin de fer reliant Gia Lam à Hải Phòng. C'est aussi l'occasion d'un changement de stratégie : Học, qui évoque un mécontentement grandissant parmi les soldats annamites de l'armée coloniale, plaide en faveur d'un soulèvement général. Des chefs du parti plus modérés estiment que l'action est prématurée et mettent en garde contre celle-ci, mais Học, par sa stature, a plus de poids ; le parti change donc d'orientation et opte pour la lutte violente. Un des arguments avancés en faveur de la violence à grande échelle, c'est que la réaction française à l'assassinat de Bazin pourrait signifier, sur le long terme, le déclin du parti. Le plan vise à provoquer, au début de l'année 1930, une série de soulèvements dans des postes militaires ; les forces du VNQDĐ s'allieraient alors à des soldats annamites pour attaquer Hanoï et Hải Phòng, les deux principales villes du Nord. Les dirigeants se mettent d'accord pour circonscrire l'insurrection au Tonkin, étant donné qu'ailleurs l'influence du parti est faible.
Jusqu'à la fin de l'année 1929, les membres du parti s'apprêtent à la révolte. Ils stockent dans des dépôts cachés des armes qu'ils ont trouvées ou fabriquées eux-mêmes. Ils sont gênés dans leurs préparatifs par la police française, en particulier quand celle-ci s'empare de certaines caches.

## Mutinerie de Yên Bái
Le 10 février 1930, vers 1 heure 30 du matin, environ quarante hommes de troupe appartenant au Deuxième Bataillon du Quatrième Régiment de Tirailleurs Tonkinois en garnison à Yên Bái, avec le renfort de soixante membres civils du VNQDĐ, attaquent leurs vingt-neuf officiers et sous-officiers français. Les rebelles projettent de se scinder en trois groupes : le premier doit infiltrer l'infanterie, tuer les sous-officiers français endormis, et trouver des partisans parmi les hommes de troupe annamites ; le deuxième, avec l'appui des civils du VNQDĐ, doit faire irruption dans les quartiers généraux du poste ; tandis que le troisième est chargé de s'introduire dans les quartiers des officiers. Les Français sont pris au dépourvu. Cinq d'entre eux sont tués, et trois gravement blessés. Les mutins isolent de leurs hommes quelques autres officiers français et réussissent même à hisser le drapeau du VNQDĐ au sommet de l'un des bâtiments. Cependant, environ deux heures plus tard, il devient clair que le soulèvement, à cause d'un manque de coordination, a échoué, et les cinq cent cinquante autres soldats annamites, au lieu de prendre part à la révolte, aident à la réprimer. Les insurgés ne sont pas parvenus à venir à bout du poste municipal de la « garde indigène », ni à convaincre les citadins apeurés à se joindre à eux dans une révolte générale. À 7 heures 30, une contre-attaque de l'autorité coloniale française disperse les mutins et, deux heures plus tard, l'ordre, à Yên Bái, est rétabli,.
Le même soir, deux autres tentatives insurrectionnelles échouent dans le district de Sơn Dương. Un raid sur le poste de la « garde indigène » à Hưng Hoá est repoussé par les gardes annamites, qui semblent avoir été renseignés. Dans la ville voisine de Kinh Khê, des membres du VNQDĐ tuent l'instructeur Nguyen Quang Kinh et l'une de ses épouses. Après avoir détruit le poste de la « garde indigène » de  Lâm Thao, le VNQDĐ prend brièvement le contrôle du siège du district. À l'aurore, une nouvelle unité de « garde indigène » arrive et inflige de lourdes pertes aux insurgés, blessant Nhu mortellement. Alerté de ce qui s'est passé dans la région supérieure du delta, Phó Đức Chính prend la fuite en renonçant à exécuter le plan d'attaque de la garnison de Sơn Tây. Il sera capturé par les autorités françaises quelques jours plus tard.
Le 10 février, un membre du VNQDĐ blesse un policier à un poste de contrôle et, la nuit, des étudiants en arts lancent des bombes sur des bâtiments du gouvernement qui représentent à leurs yeux le pouvoir répressif de l'État colonial. Dans la nuit du 15 au 16 février, Học et les hommes qui lui restent s'emparent, durant quelques heures, des villages voisins de Phụ Dực, dans la province de Thái Bình, et de Vĩnh Bảo, dans la province de Hải Dương. Dans le second village, le VNQDĐ tue le mandarin local du gouvernement colonial français, Tri Huyen. Le 16 février, des avions de guerre français ripostent en bombardant la dernière base du VNQDĐ, dans le village de Cổ Am. Le même jour, René Robin, Résident supérieur au Tonkin, envoie deux cents « gardes indigènes », huit commandants français et deux inspecteurs de la Sûreté. On assiste encore à quelques autres incidents violents jusqu'au 22 février, date à laquelle le Gouverneur général Pierre Pasquier déclare l'insurrection maîtrisée. Học et ses lieutenants, Chính et Nguyen Thanh Loi, sont appréhendés.
Une série de procès se tiennent pour poursuivre les personnes arrêtées durant le soulèvement. La majeure partie des peines de mort sont prononcées par la première Commission criminelle, réunie à Yên Bái. Parmi les 87 personnes reconnues coupables à Yên Bái, 46 étaient des militaires. Certains d'entre eux se sont défendus en avançant qu'ils avaient été « surpris et forcés à prendre part à l'insurrection ». Sur les 87 condamnés, 39 furent condamnés à mort, cinq à la déportation, 33 à des peines de travaux forcés à perpétuité, 9 à vingt ans d'emprisonnement, et un à cinq ans de travaux forcés. Parmi les condamnés à mort, 24 étaient des civils et 15 des militaires. La grâce présidentielle réduisit de 39 à 13 le nombre de condamnations à mort. Học et Chính figurent au nombre de ceux qui seront finalement exécutés le 17 juin 1930. Les condamnés, alors, au moment où le couperet de la guillotine tombe, crient « Viêt Nam ! ». Avant de mourir, Học avait une dernière fois plaidé sa cause devant les Français dans une lettre, dans laquelle il disait qu'il avait toujours voulu coopérer avec les autorités, mais que l'intransigeance française l'avait poussé à la révolte. Il soutenait que, si la France voulait rester en Indochine, elle devrait alors laisser tomber ses méthodes, qualifiées de « brutales », et devenir plus aimable à l'égard du peuple vietnamien. Le chef du VNQDĐ faisait appel à l'éducation universelle, la formation au commerce et à l'industrie, et à la fin de la corruption des mandarins installés par les Français.

## Exil au Yunnan
Après Yên Bái, le VNQDĐ devient plus diffus, avec de nombreuses factions agissant, dans les faits, de manière autonome l'une par rapport à l'autre. Lê Hữu Cảnh – qui avait essayé de retarder la mutinerie manquée – tente de rassembler ce qui reste du parti sous la bannière d'une réforme pacifique. D'autres factions, cependant, demeurent fidèles à l'héritage de Học, et recréent le mouvement dans la région de Hanoï et Hải Phòng. Une tentative manquée d'assassinat sur la personne du Gouverneur général Pasquier conduit, en 1931 et 1932, à des mesures de répression de la part des Français. Les rescapés se réfugient au Yunnan, dans le Sud de la Chine, où certains partisans de Nghiệp sont restés actifs. En fait, le VNQDĐ du Yunnan constitue une section du Kuomintang chinois, qui protégeait ses membres du gouvernement chinois, en même temps que des vols et des extorsions le long de la frontière sino-tonkinoise permettaient de réunir des fonds. Le gouvernement chinois finit par sévir, mais cela n'empêche pas les membres de VNQDĐ de poursuivre leur entraînement à l'École militaire du Yunnan : certains s'enrôlent dans l'armée chinoise nationaliste, tandis que d'autres apprennent à fabriquer des armes et des munitions dans l'arsenal du Yunnan.

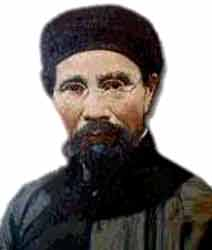
À la suite de la mutinerie de Yên Bái, le VNQDĐ s'exile en Chine et se mêle à certains partisans de Phan Bội Châu (photo).

Durant une courte période, les autorités du Yunnan placent Nghiệp en détention. Celui-ci, cependant, continue à diriger le parti depuis sa cellule. Après sa libération, en 1933, il consolide le parti avec des groupes parents de la région, parmi lesquels certains partisans de Phan Bội Châu. En 1925, ce dernier avait constitué une organisation basée à Canton et qui visait des objectifs similaires. Le groupe de Châu s'était formé par opposition aux tendances communistes de l'« Association de la jeunesse révolutionnaire », créée par Hô Chi Minh. Cependant, Hô Chi Minh, pour se débarrasser d'un rival potentiel, mais aussi pour empocher une récompense, avait trahi Châu. Avec l'aide chinoise nationaliste, les partisans de Châu avaient alors mis sur pied une « Ligue des peuples opprimés d'Orient », une association panasiatique, qui s'était terminée par un échec. En 1932, la « Ligue » n'avait pas manqué de proclamer un « Gouvernement indochinois provisoire » à Canton. En juillet 1933, le groupe de Châu est intégré dans l'organisation de Nghiệp au Yunnan. En 1935, Nghiệp capitule et se livre au consulat français à Shanghai. Ce qui reste du VNQDĐ, paralysé par des querelles intestines, perd peu à peu de son crédit politique, et son activité s'estompe jusqu'au déclenchement de la Seconde Guerre mondiale et l'Invasion japonaise de l'Indochine en 1940. Ils tâchent alors d'organiser les ouvriers le long de la ligne de chemin de fer du Yunnan et, de temps en temps, menacent d'attaquer la frontière, mais sans grand succès.
En tant que principale organisation indépendantiste vietnamienne, le VNQDĐ est progressivement éclipsé par le Parti communiste indochinois – le PCI – d'Hô Chi Minh. En 1940, ce dernier arrive au Yunnan, qui constituait un foyer pour les activités, à la fois du PCI et du VNQDĐ. Il amorce une collaboration entre le PCI et d'autres mouvements nationalistes tel que le VNQDĐ. À cette époque, la Seconde Guerre mondiale est déclenchée, et le Japon a conquis la plus grande partie de l'est de la Chine et remplacé les Français sur le territoire du Viêt Nam. Hô Chi Minh se rend dans la province voisine de Guangxi, à l'est, où des chefs militaires chinois avaient essayé d'organiser les nationalistes vietnamiens face aux Japonais. Le VNQDĐ avait été actif au Guangxi, et certains de ses membres avaient rejoint l'armée du Kuomintang – le KMT. Dans le cadre des activités du KMT se crée une large alliance des nationalistes. Avec Hô Chi Minh comme figure de proue, le Việt Nam Độc lập Đồng minh Hội (la « Ligue pour l'indépendance du Viêt Nam », plus connue sous le nom de Việt Minh) est constitué ; il est basé à Chinghsi. Ho Ngoc Lam, nationaliste partisan du VNQDĐ, officier de l'armée du KMT et ancien disciple de Phan Bội Châu, est désigné comme fondé de pouvoir de Phạm Văn Đồng, qui deviendra plus tard Premier Minister d'Hô Chi Minh. Le front, par la suite, s'élargira et sera renommé Việt Nam giải phóng đồng minh (« Ligue de libération du Viêt Nam »). La situation devient alors assez compliquée, du fait qu'un autre dirigeant du VNQDĐ, Truong Boi Cong, diplômé de l'école militaire du KMT, souhaite disputer la primauté aux communistes, en même temps qu'une faction farouchement anticommuniste du VNQDĐ est dirigée par Vũ Hồng Khanh. Les communistes, à un moment, lancent un appel pour que d'autres anticolonialistes vietnamiens unissent leurs forces mais, dans leur lettre, ils condamnent Khanh, qualifiant celui-ci d'« opportuniste » et de « faux révolutionnaire ». Dans la zone frontalière, la collaboration dure seulement quelques mois. Ensuite, les autorités du VNQDĐ se plaignent auprès des autorités locales du KMT du fait que les communistes, menés par Đồng et Võ Nguyên Giáp, essayent de dominer la « Ligue ». Les autorités locales, dès lors, décident de mettre un terme aux activités du front.

## Après la Seconde Guerre mondiale
En mars 1945, le VNQDĐ est à nouveau stimulé lorsque l'empire du Japon, qui occupe depuis 1941 le territoire du Viêt Nam, destitue l'administration française et met en place l'empire du Viêt Nam, un régime fantoche. Certains activistes anti-Français, au nombre desquels des membres du VNQDĐ, sont alors en effet libérés.
En août 1945, aussitôt après la capitulation du Japon, mais avant même le retrait de ses forces, le Việt Minh s'empare du pouvoir et met sur pied un gouvernement provisoire. Cette action violait un accord préalable passé entre les partis membres de la Việt Nam Cách mạng Đồng minh Hội (la « Ligue révolutionnaire vietnamienne »), à laquelle tant le VNQDĐ que le Việt Minh appartenaient. Hô Chi Minh subit dès lors des pressions pour élargir l'appel de son gouvernement en incluant le VNQDĐ (alors dirigé par Nguyễn Tường Tam). Le Việt Minh annonce qu'il va abolir le système de gouvernance des mandarins et tenir des élections nationales au suffrage universel, ce à quoi le VNQDĐ s'oppose, par crainte que les communistes ne se livrent à des fraudes électorales.
Après la prise de pouvoir, des centaines de membres du VNQDĐ rentrent de Chine, mais c'est seulement pour être tués par le Việt Minh à la frontière. Le VNQDĐ arrive néanmoins au Nord Viêt Nam avec des armes et du ravitaillement fournis par le KMT, et auréolé de son prestige d'organisation nationaliste vietnamienne. Dans l'espoir d'accroître son influence sur son voisin du sud, la Chine nationaliste soutient le VNQDĐ. Hô Chi Minh tâche d'élargir ses appuis de manière à se renforcer lui-même, en plus d'affaiblir le pouvoir de la Chine et de la France. En cooptant des membres du VNQDĐ, il espère pouvoir exclure le KMT,. À long terme, cependant, il n'était pas dans l'intention des communistes de partager le pouvoir avec qui que fût ; pour eux, la manœuvre est purement stratégique. Giáp, le chef militaire du Việt Minh, qualifiait le VNQDĐ de « groupe de réactionnaires qui complotent, en s'appuyant sur les canons de fusil du Kuomintang de Tchang Kaï-chek, pour grappiller quelques miettes ». Le VNQDĐ domine alors les principales lignes de contrôle entre le Nord Viêt Nam et la Chine, près de Lào Cai. Le tribut prélevé sur la population locale lui permet de financer ses opérations. Une fois la majorité des nationalistes non-communistes revenus au Viêt Nam, le VNQDĐ s'unit à eux pour constituer une alliance dirigée contre le Việt Minh. Le VNQDĐ et le Đại Việt Quốc Dân Dảng (ĐVQDD, « Parti nationaliste du Grand Viêt Nam ») créent à Yên Bái leur école militaire pour former leurs propres recrues. Régulièrement, des affrontements armés entre le Việt Minh et les nationalistes ont lieu dans la plupart des villes du nord. Le VNQDĐ est alors soutenu par le KMT, qui se trouve au Nord Viêt Nam à la suite d'un accord international visant à stabiliser le pays. À plusieurs reprises, le KMT désarme des bandes locales du Việt Minh.
Par la suite, le VNQDĐ établit son quartier général national à Hanoï et commence à publier des journaux dans lesquels il expose ses politiques et explique son idéologie. Le major Archimedes Patti, agent de l'O.S.S. basé à Kunming et au Nord Viêt Nam, rapporte que le VNQDĐ est alors « désespérément désorienté politiquement » et que, selon lui, le parti n'a aucune idée concernant la manière de diriger un gouvernement. Il se demande aussi si le VNQDĐ n'est pas mû par « des désirs de pouvoir personnel et de gains financiers ». Giáp les accuse d'être des « bandits ». Des attaques militaires et par voie de presse se produisent régulièrement entre les deux groupes mais, jusqu'à ce que les élections aient lieu, un accord de partage du pouvoir est toutefois mis en place, de façon à mettre un terme aux attaques et à renforcer l'unité nationale et ainsi promouvoir l'objectif de l'indépendance. Les communistes permettent également au VNQDĐ de poursuivre ses publications.
Toutefois, l'accord entre-temps est inefficace. Le VNQDĐ organise l'enlèvement de Giáp et de Trần Huy Liệu, le Ministre de la Propagande, et les retient captifs durant trois semaines jusqu'à ce qu'Hô Chi Minh accepte de retirer les deux hommes de son cabinet. C'est alors Vũ Hồng Khanh, membre du VNQDĐ, qui devient Ministre de la Défense, et Giáp est son adjoint. Ce que le VNQDĐ et d'autres nationalistes non-communistes s'imaginaient être un accord de partage de pouvoir équitable se révèle finalement être une ruse. À chaque ministre non-communiste est attaché un adjoint communiste et, à chaque fois que le premier refuse d'approuver un décret, c'est le représentant du Việt Minh qui s'en charge. On empêche bon nombre de ministres de connaître les détails de leur portefeuille : ainsi Khanh ne peut-il voir aucune statistique militaire, et certains se voient interdits d'assister aux réunions de cabinet. Le Ministre des Œuvres sociales, contraint de rester politiquement inactif, sera même amené à travailler dans une usine. Entre-temps, Giáp parvient à contrecarrer les activités des représentants VNQDĐ de haut rang au sein du gouvernement de coalition. En plus de brider la capacité des représentants du VNQDĐ de diffuser des informations, il lui arrive souvent d'ordonner à ses hommes de déclencher des émeutes et des rixes lors de manifestations publiques du VNQDĐ.
Hô Chi Minh fixe les élections à la date du 23 décembre, mais il conclut un arrangement avec le VNQDĐ et le Đồng minh Hội, assurant ceux-ci d'obtenir respectivement 50 et 20 sièges dans la nouvelle assemblée nationale, quel que soit le résultat des urnes. Cela ne calme que de façon temporaire le VNQDĐ, et les accrochages entre ce dernier et le Việt Minh se poursuivent. Pour finir, cédant à la pression chinoise, le VNQDĐ et le Đồng minh Hội acceptent un gouvernement de coalition, dans lequel Tam occupe la charge de Ministre des Affaires étrangères. Tandis que les communistes accusent le KMT de les intimider pour les forcer à partager le pouvoir avec le VNQDĐ et prétendent que des soldats du VNQDĐ ont essayé d'attaquer des bureaux de vote, le VNQDĐ, pour sa part, soutient, en s'appuyant sur des affirmations du Việt Minh selon lesquelles celui-ci a obtenu des voix dépassant les 80 % dans des régions contrôlées par des troupes françaises, que les communistes ont eu recours à la fraude électorale et à l'intimidation.

## Guerre contre l'autorité coloniale française
Signés le 6 mars 1946, les accords Hô-Sainteny voient le retour au Viêt Nam, en remplacement des nationalistes chinois censés assurer le maintien de l'ordre, des forces coloniales françaises. Le VNQDĐ est alors privé de ses principaux partisans. Dès lors, le parti est à nouveau l'objet d'assauts de la part des Français qui, à plusieurs reprises, encerclent des bastions du VNQDĐ, et permettent ainsi au Việt Minh de lui-même attaquer. L'armée de Giáp traque les troupes du VNQDĐ et les balaye du Delta du Fleuve rouge, procédant à la saisie d'armes et à l'arrestation de membres du parti, lesquels sont ensuite faussement accusés de crimes, allant de la contrefaçon à la détention illégale d'armes,. Au cours d'une purge à large échelle, le Việt Minh procède au massacre de milliers de membres du VNQDĐ et d'autres nationalistes. La plupart des rescapés se réfugient en Chine ou dans des régions du Viêt Nam contrôlées par les Français. Après avoir chassé le VNQDĐ de son quartier général d'Hanoï, rue Ôn Như Hầu, Giáp donne l'ordre à ses agents d'aménager sur les lieux une chambre de torture souterraine. Ensuite, ils y déposent des cadavres exhumés et dans un état avancé de décomposition, et accusent le VNQDĐ d'avoir commis ces meurtres atroces, bien que la plupart des morts soient en fait des membres du VNQDĐ victimes des hommes de Giáp. Dans une tentative pour discréditer le VNQDĐ, les communistes soumettent alors la scène aux regards du public. La vérité, cependant, éclate, et c'est l'image des instigateurs qui, pour finir, se voit ternie par l'« affaire de la rue Ôn Như Hầu ».
Lorsque l'Assemblée nationale est une nouvelle fois convoquée à Hanoï le 28 octobre, seuls trente sur les cinquante sièges du VNQDĐ sont pourvus. Des trente-sept membres du VNQDĐ et du Đồng minh Hội présents au début de la session, seulement vingt resteront jusqu'à son terme. À la fin de l'année, Tam a démissionné de son poste de Ministre des Affaires étrangères et a fui en Chine et, sur les trois représentants VNQDĐ que le cabinet comptait au départ, un seul occupe toujours sa fonction. Le parti, quoi qu'il en soit, n'aura jamais de pouvoir, et ce malgré sa présence numérique. Dès l'ouverture de l'Assemblée nationale, la majorité communiste vote de façon à investir du pouvoir un comité exécutif presque entièrement composé de communistes, le corps législatif ne se réunissant qu'une fois l'an. La façade d'un corps législatif devient elle-même inutile quand la Guerre d'Indochine commencera à faire rage. Un petit groupe de combattants du VNQDĐ échappe alors aux attaques de Giáp et se retire dans une enclave montagneuse le long de la frontière sino-vietnamienne, où il se proclame gouvernement du Viêt Nam, mais avec peu d'effets.
En février 1947, des nationalistes non communistes (y compris ce parti) décidèrent de former une alliance politique à Nanjing pour soutenir l'ancien empereur Bảo Đại et coopérer avec les Français pour combattre le communisme et obtenir progressivement l'indépendance du Vietnam dans le sens d'une démocratie libérale, cela a conduit à la fondation de l’État du Viêt Nam en 1949.

## Post-indépendance
Après l'accession du Viêt Nam à l'indépendance, en 1954, les accords de Genève, aboutissant à la partition du pays en Nord communiste et Sud anti-communiste, stipulent, avant la fermeture définitive de la frontière, une période de trois cents jours de libre circulation entre les deux zones. Durant l'Opération Passage to Freedom, la plupart des membres du VNQDĐ migrent alors au Sud-Viêt Nam. 

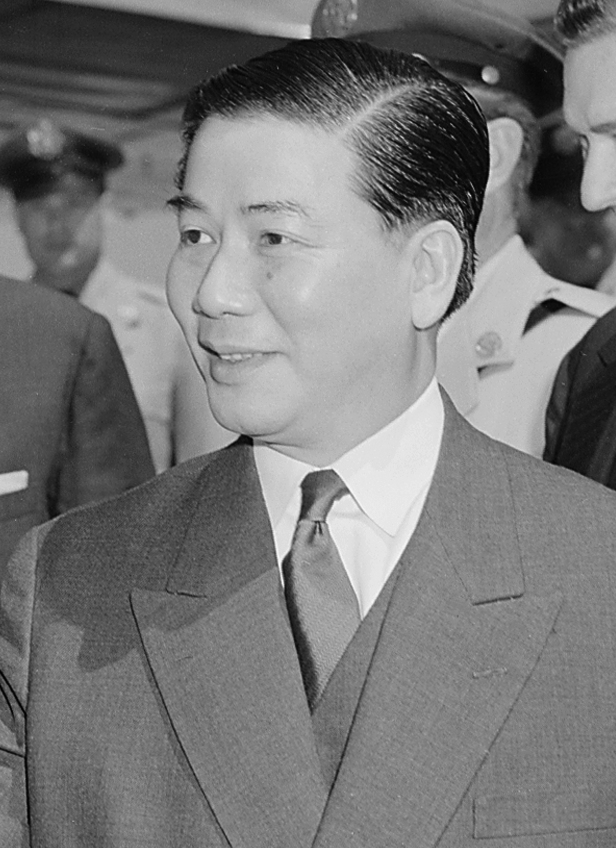
Ngô Đình Diệm.

Le VNQDĐ, après des années de pression communiste, se trouve profondément divisé, manque d'une autorité forte et ne dispose plus d'une présence militaire cohérente, bien que ses membres soient encore nombreux dans la région centrale du Viêt Nam,. Les actions de Ngô Đình Diệm, le Président autocratique, qui fait emprisonner bon nombre des membres du parti, ne font qu'exacerber le désarroi dans lequel se trouve ce dernier. Selon le titre d'un pamphlet du VNQDĐ publié en juillet 1955, l'administration Diệm est une « dictature exercée par des catholiques – une nouvelle sorte de fascisme ». En 1955, le VNQDĐ tente de se révolter contre Diệm au centre du Viêt Nam,. Durant la période de transition définie par les accords de Genève, le VNQDĐ cherche à mettre en place dans cette région une nouvelle école militaire, mais Ngô Đình Cẩn, qui dirige la zone pour le compte de son frère aîné Diệm, les écrase ; des membres et des dirigeants du VNQDĐ sont alors démantelés et mis en prison.
Nombreux sont les officiers de l'Armée de la république du Viêt Nam (ARVN) qui s'estiment être les victimes d'une discrimination de la part de Diệm du fait de leur inclination politique. Diệm se sert du Cần lao, un parti catholique secret, pour garder l'armée sous contrôle et étouffer les tentatives effectuées par des membres du VNQDĐ pour monter dans les rangs.
Durant l'ère Diệm, le VNQDĐ est impliqué dans deux coups d'État manqués. En novembre 1960, une révolte de paras échoue après que les mutins acceptent de négocier, donnant le temps aux loyalistes de décharger le président. Parmi les officiers impliqués, bon nombre sont membres du VNQDĐ ou ont des liens avec le parti et, après l'échec, ils quitteront les frontières. En 1963, deux dirigeants du VNQDĐ, Tam et Vũ Hồng Khanh, figurent au nombre des personnes arrêtées pour leur implication dans le complot. Tam se suicide avant le début du procès. Quant à Khanh, il est condamné à une peine d'emprisonnement. En février 1962, deux pilotes de la force aérienne vietnamienne (Không Quân Việt Nam), Nguyễn Văn Cử – le fils d'une figure majeure du VNQDĐ – et Phạm Phú Quốc, bombardent le palais de la réunification dans le but de tuer le président et sa famille, mais leurs cibles en ressortent indemnes. Diệm sera finalement renversé au cours d'un coup d'État militaire et tué en novembre 1963. Les généraux aux commandes du coup d'État ne faisaient pas partie du VNQDĐ, mais ils avaient cherché à s'attirer la sympathie d'officiers de l'ARVN membres du VNQDĐ, en raison de l'aversion que ceux-ci éprouvaient vis-à-vis de Diệm.
Un grand nombre de membres du VNQDĐ, réputés être plus anti-communistes que la plupart de leurs compatriotes, font alors partie de l'ARVN, lequel vise, pendant la Guerre du Viêt Nam, à empêcher les communistes d'envahir le Sud-Viêt Nam.
Après la chute de Diệm et l'exécution de Cẩn en mai 1964, le VNQDĐ devient plus actif dans ses bastions de la région centrale du Viêt Nam. Néanmoins, il n'existe pas une direction nationale cohérente, et des groupes au niveau des districts et au niveau provincial ont tendance à opérer de manière autonome. En 1965, leurs membres parviennent à infiltrer et à contrôler les Peoples Action Teams (PAT), des forces anti-insurrectionnelles paramilitaires irrégulières organisées par des conseillers de l'armée australienne pour lutter contre les communistes, et ils les utilisent pour leurs propres fins. En décembre, l'un des membres du VNQDĐ réussit à convertir ses collègues du PAT à l'agenda nationaliste et, à Quảng Nam, la direction locale du parti essaye d'obtenir auprès des Australiens que les 1 000 hommes que compte le PAT s'allient officiellement au VNQDĐ. L'ouverture est rejetée. La politisation d'unités paramilitaires fonctionne dans les deux sens : ainsi des chefs de province se servent-ils des forces anticommunistes pour assassiner leurs adversaires politiques, y compris des membres du VNQDĐ.
En 1966, dans la région centrale du Viêt Nam, a lieu l'Insurrection bouddhiste, au cours de laquelle certains dirigeants bouddhistes, opposés à la guerre, fomentent des troubles civils dans l'espoir de mettre un terme à la participation étrangère au Viêt Nam, et de mettre fin au conflit par un accord de paix avec les communistes. Le VNQDĐ demeure farouchement opposé à toute cohabitation avec ces derniers, et certains de ses membres font alliance avec des catholiques, réunissent des armes et, favorables à la guerre, s'engagent dans des affrontements de rue avec les bouddhistes. Pour les arrêter, des éléments de l'ARVN sont forcés d'intervenir,. 
Le 19 avril, des affrontements éclatent dans la province de Quảng Ngãi entre les bouddhistes et le VNQDĐ, et Tôn Thất Đính, le commandant local de l'ARVN est amené à user de la force pour contenir les deux groupes. Trois jours plus tard, le VNQDĐ accuse les bouddhistes d'attaquer ses locaux de Hội An et Đà Nẵng, tandis que des responsables américains rapportent que le VNQDĐ projette d'assassiner des dirigeants bouddhistes, au nombre desquels le moine activiste Thích Trí Quang.
Le VNQDĐ participe aux élections nationales de 1967, les premières, depuis la chute de Diệm, qui ne soient pas truquées – invariablement, Diệm et ses partisans remportaient plus de 95 % des voix et, quelquefois, réalisaient même un score dépassant le nombre d'électeurs enregistrés.[réf. nécessaire] La campagne, à cause d'un manque d'infrastructure, est désorganisée, et certains candidats VNQDĐ n'ont été approuvés officiellement par aucune hiérarchie. Le VNQDĐ concentre ses efforts sur les districts du Corps I dans la région centrale du Viêt Nam, où ils pensent jouir d'une position forte. Le Sénat compte soixante sièges, et les six listes victorieuses doivent voir l'élection des dix membres que compte chacune d'entre elles. Le VNQDĐ entre huit listes aux élections du Sénat et, bien qu'elles totalisent ensemble 15 % des votes nationaux – plus qu'aucun autre groupe –, le résultat est dilué entre les listes et aucune d'entre elles, et donc aucun de leurs candidats n'est finalement élu. Ceci contraste avec une alliance catholique qui, avec trois listes, voit l'élection de ses trente candidats en n'ayant remporté que 8 % des voix. Ils gagnent neuf sièges à la chambre basse, une présence très minoritaire, due uniquement à leurs résultats dans des districts du centre du Viêt Nam où, dans plusieurs régions, ils tendent à obtenir entre 20 et 40 % des voix. Les membres du VNQDĐ concluent plusieurs vagues alliances avec des membres Hòa Hảo de la chambre basse.
En 1968, au cours de l'offensive du Tết, les communistes attaquent le centre de Huế et, pendant un mois, en prennent le contrôle. Durant cette période, ils exécutent, après les avoir mis en prison, entre 3 000 et 6 000 personnes, sur une population qui en compte 140 000 au total. Avant leur attaque, les communistes avaient dressé une liste de « réactionnaires » à éliminer. Connus pour leur anticommunisme farouche, les membres du VNQDĐ semblent avoir été, de façon disproportionnée, les cibles de ce massacre. 
Après la chute de Saïgon et la fin de la guerre du Viêt Nam, ce qui reste du VNQDĐ est à nouveau pris pour cible par les communistes victorieux. Le Viêt Nam étant dirigé par un parti unique, le Parti communiste vietnamien, le VNQDĐ y est illégal. Certains de ses membres se sont réfugiés en Occident, où ils poursuivent leurs activités politiques. Le VNQDĐ jouit toujours, en tant que première organisation anticommuniste du Viêt Nam, du respect de certaines sections de la communauté vietnamienne d'outre-mer.

## Sources
- (en) Cet article est partiellement ou en totalité issu de l’article de Wikipédia en anglais intitulé « Viet Nam Quoc Dan Dang » (voir la liste des auteurs).
- (en) Anne E. Blair, There to the Bitter End : Ted Serong in Vietnam, Allen & Unwin, 2001  (ISBN 1865084689).
- (en) Cecil B. Currey, Victory at Any Cost : The Genius of Viet Nam's Gen. Vo Nguyen Giap, Brassey, 1999  (ISBN 1-57488-194-9).
- (en) William Duiker, The Rise of Nationalism in Vietnam, 1900-1941, Cornell University Press, Ithaca, 1976  (ISBN 0-8014-0951-9).
- (en) Allen E. Goodman, Politics in War : The Bases of Political Community in South Vietnam, Harvard University Press, 1973  (ISBN 0674688252).
- (en) Ellen J. Hammer, The Struggle for Indochina, 1940-1955, Stanford University Press, Stanford, 1955.
- (en) Ellen J. Hammer, A Death in November, E. P. Dutton, New York, 1987.  (ISBN 0-525-242104).
- (en) Seth Jacobs, America's Miracle Man in Vietnam : Ngo Dinh Diem, Religion, Race, and U.S. Intervention in Southeast Asia, 1950-1957, 2004.
- (en) Seth Jacobs, Cold War Mandarin : Ngo Dinh Diem and the Origins of America's War in Vietnam, 1950-1963, Rowman & Littlefield Publishers, 2006  (ISBN 0-7425-4447-8).
- (en) Neil L. Jamieson, Understanding Vietnam, University of California Press, 1995.  (ISBN 0520201574).
- (en) Stanley Karnow, Vietnam : A History, Penguin, New York, 1981.  (ISBN 0-670-84218-4).
- (en) David G. Marr, Vietnamese Tradition on Trial, 1920-1945, University of California Press, 1981  (ISBN 0-520-04180-1).
- (en) David G. Marr, Vietnam 1945 : The Quest for Power, University of California Press, 1995  (ISBN 0-520-21228-2).
- (en) Tobias Rettig, « French Military Policies in the Aftermath of the Yên Bay Mutiny, 1930 : Old Security Dilemmas Return to the Surface », dans South East Asia Research, 10-3 (novembre 2002), p. 309-331.
- (en) Robert J. Topmiller, The Lotus Unleashed : The Buddhist Peace Movement in South Vietnam, 1964–1966, University Press of Kentucky, Lexington, 2006.  (ISBN 0813191661).
- (en) Spencer C. Tucker, Encyclopedia of the Vietnam War, ABC-CLIO, New York, 2000  (ISBN 1-57607-040-9).
- (en) James H. Willbanks, The Tet Offensive : A Concise History, Columbia University Press, New York, 2008.  (ISBN 023112841X).